# 샤넹
샤넹 (Chaneins)은 프랑스 오베르뉴론알프 앵주의 코뮌이다. 샤넹에 사는 사람은 '샤네누아 / 샤네누아즈' (Chaneinois / Chaneinoises)라 부른다.

## 지리
샤넹의 면적은 1,263헥타르이며 그 중 106헥타르는 숲지대이다. 낮은 언덕지대에 위치해 있으며 해발고도도 평균 고도가 260m로 살짝 구릉진 편이다. 샤넹은 칼론 강이라고 하는 10km 길이의 조그만 강이 남서쪽을 흐르며 구불구불한 경로를 띄고 있다.
샤넹 주변으로는 발렝, 페지외쉬르손, 바넹, 몽소, 생트리비에쉬르무아냥, 프랑슐렝 등의 코뮌과 경계를 접한다.

## 인구
| 연도 | 인구 | ±%    |
| ---- | ---- | ----- |
| 2006 | 833  | —     |
| 2007 | 842  | +1.1% |
| 2008 | 840  | −0.2% |
| 2009 | 830  | −1.2% |
| 2010 | 820  | −1.2% |
| 2011 | 810  | −1.2% |
| 2012 | 817  | +0.9% |
| 2013 | 847  | +3.7% |
| 2014 | 864  | +2.0% |
| 2015 | 881  | +2.0% |
| 2016 | 898  | +1.9% |

## 역사
샤넹에서는 중세 이전의 흔적을 찾아보기 힘들지만, 고대 로마의 도로가 몽메를쉬르손-샤티용쉬르샬라론을 잇는 과정에서 지금의 샤넹 일대를 지나갔던 것으로 추정된다.

## 명소
- 셸루브르 성 - 12세기에 준공, 19세기에 복원된 성
- 노트르담앙동브 교회
- 샤보디에르 푸아프 (토산성)
- 생탕투안 예배당 - 1710년에 파괴되었다.

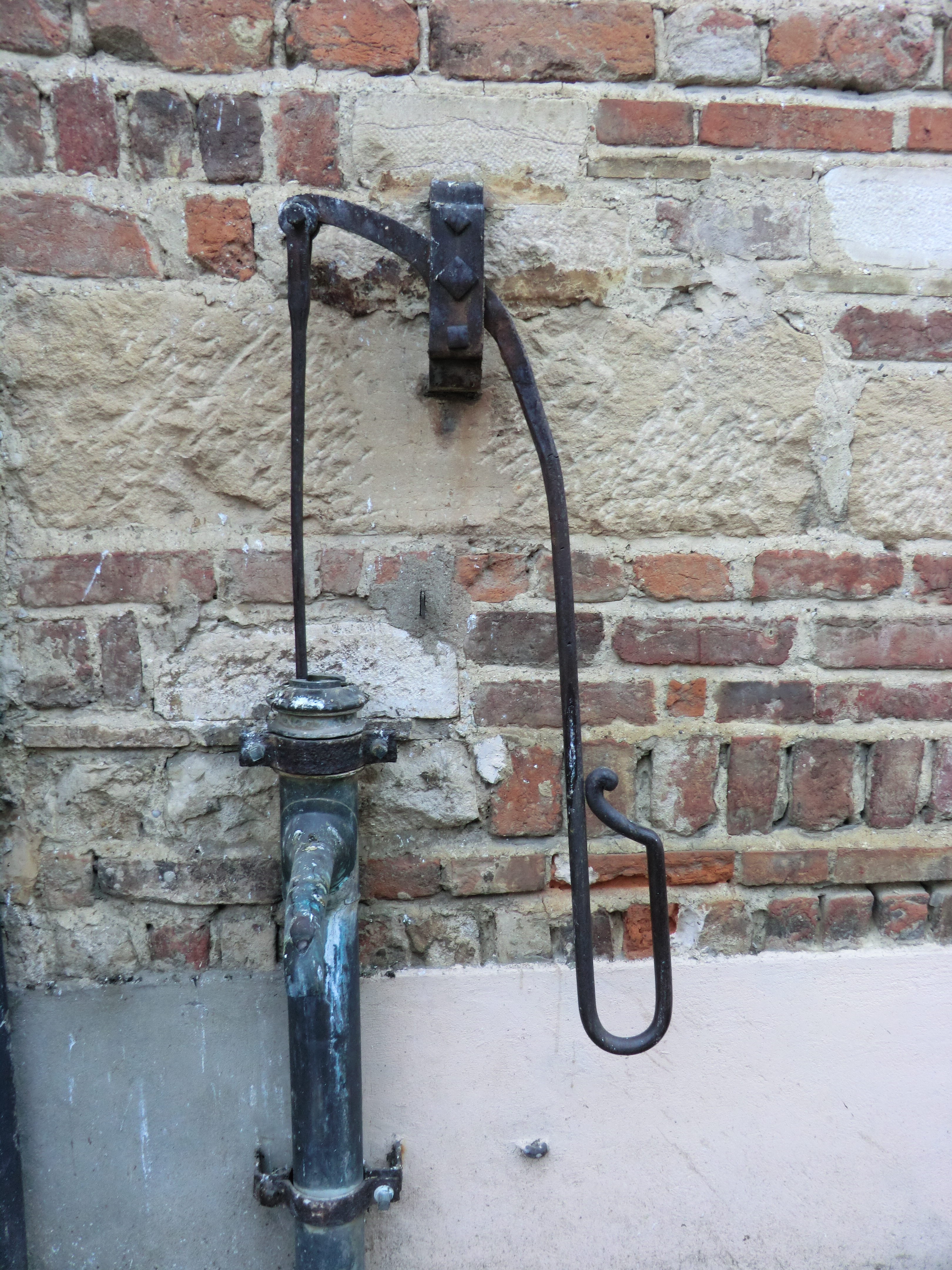
샤넹 마을의 오래된 펌프
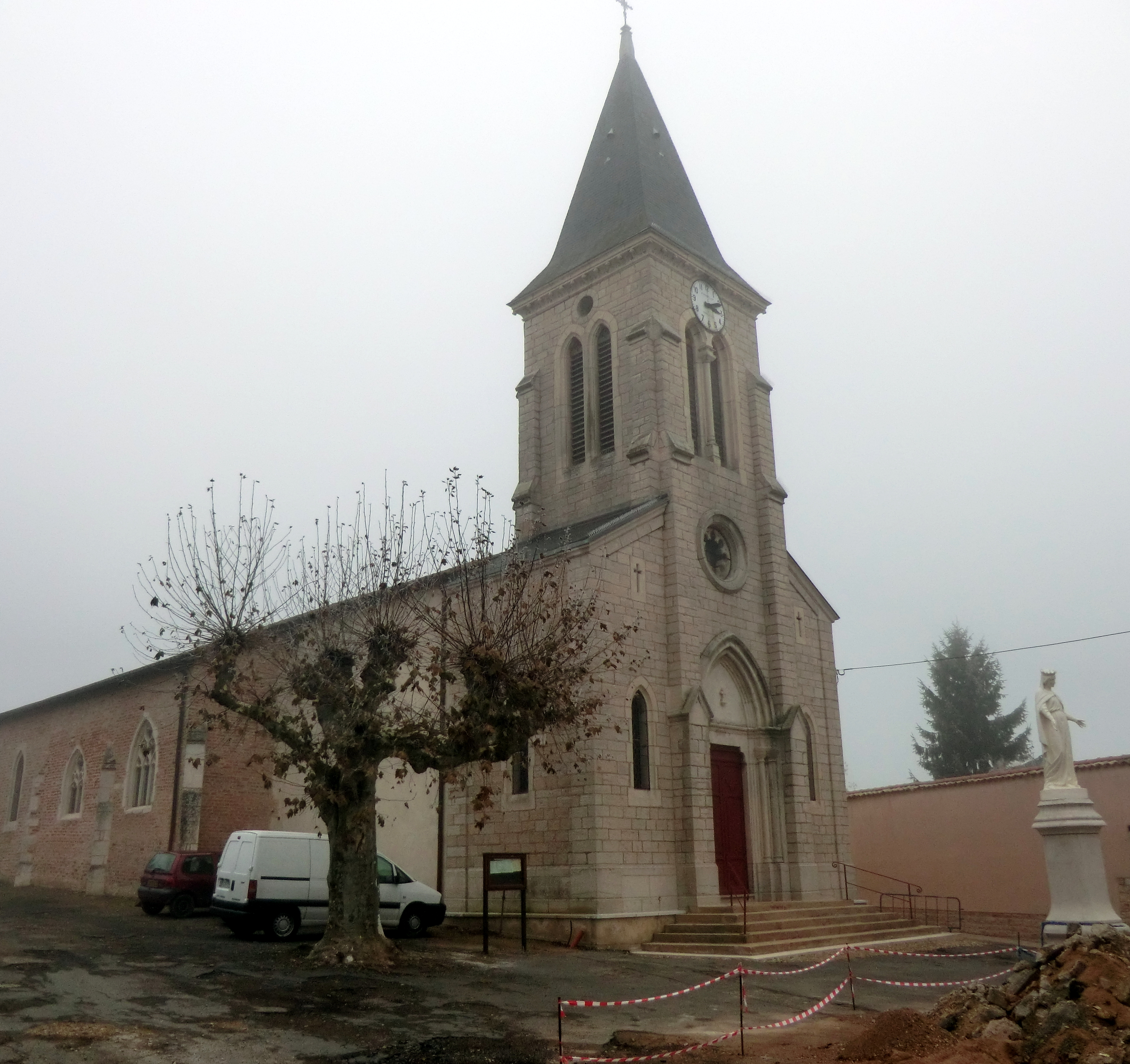
샤넹 노트르담앙동브 교회
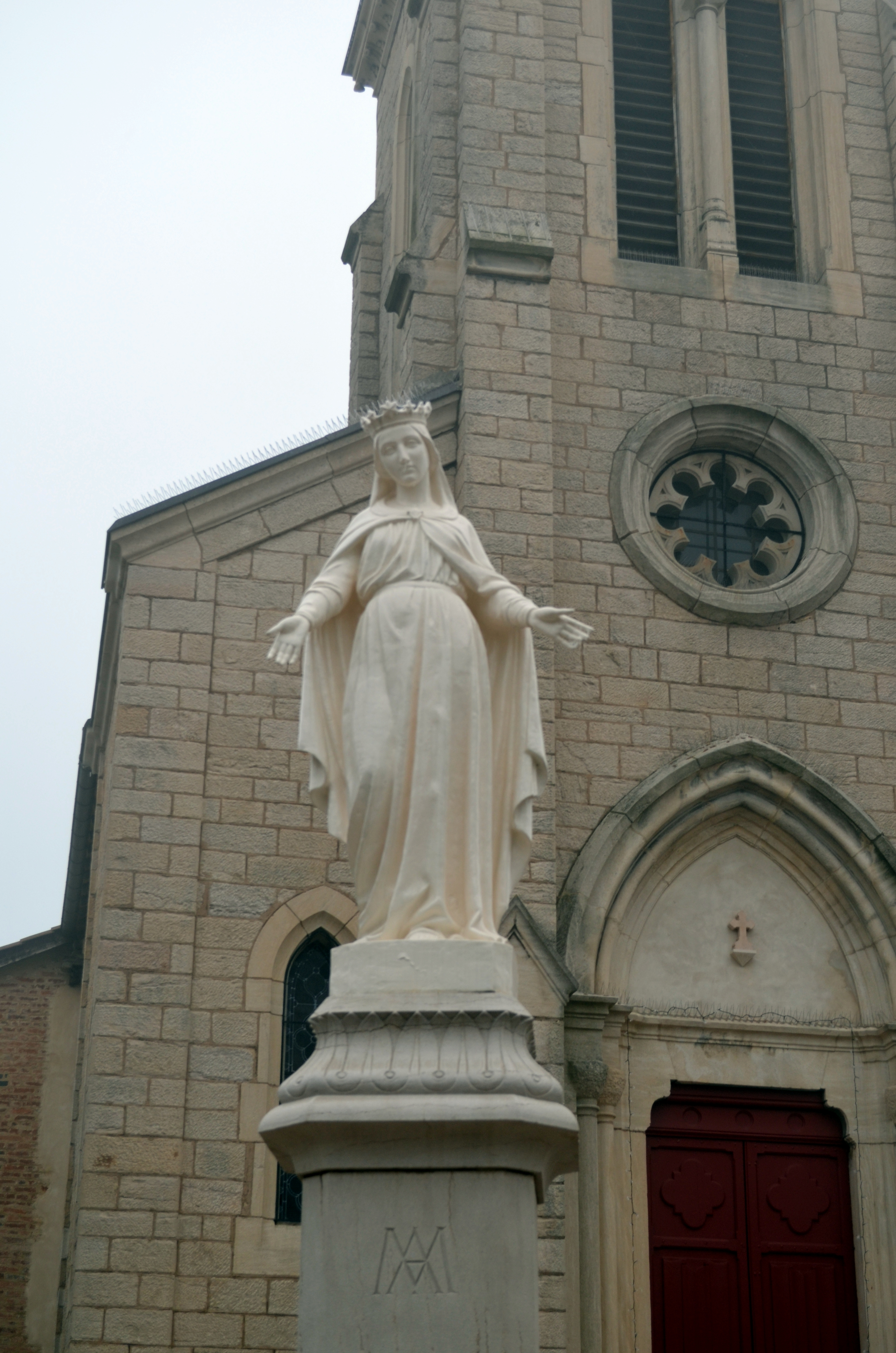
교회의 성모 마리아상

## 같이 보기
- 앵 주의 코뮌 목록